# Sergei Samoilow
Sergei Samoilow (russisch Сергей Самойлов; * 4. Januar 1958, in der Kasachischen SSR; † 26. Mai 2009 am Lhotse, Nepal) war ein kasachischer Bergsteiger.

## Leben
Samoilow war Mitglied der Bergrettung von Almaty (051), hatte Hochschulbildung, war Anwärter auf den Master des Sports und Träger des Schneeleopard-Ordens. Als Snow Leopard hat er also Pik Ismoil Somoni, Pik Korschenewskaja, Pik Lenin, Dschengisch Tschokusu und Khan Tengri im Laufe seines Lebens bezwungen. Er gewann auch die Bergsteiger Meisterschaft der USSR und CIS.
Die kasachische Militär-BergsportGruppe wurde wesentlich durch ihn geprägt. Er war Mentor ihrer Mitglieder, selbst aktiver Bergsteiger und Expeditionsleiter. Er war der Chefcoach des Central Sport Club of Kazakhstan Army, der kasachischen Militär-BergsportGruppe. Er war verheiratet, hatte drei Kinder und lebte in Almaty.

## Achttausender
Mit Denis Urubko gelang Juli 2005 der Broad Peak im Alpinstil über eine neue schwierige Route durch die Südwestwand. Urubko stand dabei bereits zum zweiten Mal am Gipfel. An dieser vom Italiener Roberto Piantoni geleiteten Italian-Kazakh Expedition nahmen auch Mario Merelli, Domenico Belingheri, Stefano Magri, Marco Astori und Matteo Piantoni teil, welche aber den Broad Peak über den Normalweg bestiegen.
Am 25. April 2006 wurde der Gipfel des Manaslu über den Normalweg erreicht. Diesmal wurde der Erfolg zusammen mit Urubko in einem Zwei-Mann Team erreicht. Am 8. Mai desselben Jahres, standen beide wieder am Gipfel, diesmal über eine neue Route in der Nordostwand.
Es folgten, wieder mit Urubko, am 1. Mai 2007 der Dhaulagiri über den Normalweg und am 2. Oktober 2007 der K2 über die Japaner-Route am selten begangenen Nordwestgrat. Erstmals war der Gipfel des K2 zu einem so späten Zeitpunkt im Jahr erreicht worden.
2009 versuchte sich Samoilow zusammen mit Maksut Schumajew und Wassili Piwzow an einer Traversierung des Lhotse und Mount Everest. Der früh hereinbrechende Monsun vereitelte jedoch die Pläne. Bereits am Lhotse herrschten schlechte Verhältnisse. Ein Gipfelversuch musste durch Schneesturm auf ca. 8000 m abgebrochen werden. Im Abstieg zu Lager 4 blieb Samoilow etwas zurück. Auf ca. 7500 m haben ihn Schumajew und Piwzow aus der Sicht verloren. Stunden später wurde er tot aufgefunden. Über die näheren Umstände gibt es widersprüchliche Angaben. Einerseits soll er zwischen Lager 3 und 4, dann wieder neben einem Schlafsack liegend auf 6800 m gefunden worden sein. Vermutlich wurde er im Abstieg von einer Lawine erfasst. Er wurde neben Lager 2 auf 6400 m vorläufig begraben und sollte nach dem Ende des Monsuns im Herbst 2009 geborgen werden.